# كنيسة السيدة العذراء ومارجرجس
كنيسة السيدة العذراء ومارجرجس بغبريال رمل الإسكندرية، وتقع الكنيسة بمنطقة غبريال - علي ترعة المنتزة.